# سارة جين مور
سارة جين مور (بالإنجليزية: Sara Jane Moore) (و. 1930 – م) هي من الولايات المتحدة الأمريكية ولدت في تشارلستون، فيرجينيا الغربية.